# Ichneumon circes
Ichneumon circes är en stekelart som beskrevs av Heinrich Boie 1855. Ichneumon circes ingår i släktet Ichneumon och familjen brokparasitsteklar. Inga underarter finns listade i Catalogue of Life.